# Hampea ovatifolia
Hampea ovatifolia är en malvaväxtart som beskrevs av Cyrus Longworth Lundell. Hampea ovatifolia ingår i släktet Hampea och familjen malvaväxter. Inga underarter finns listade i Catalogue of Life.